# 反褶积

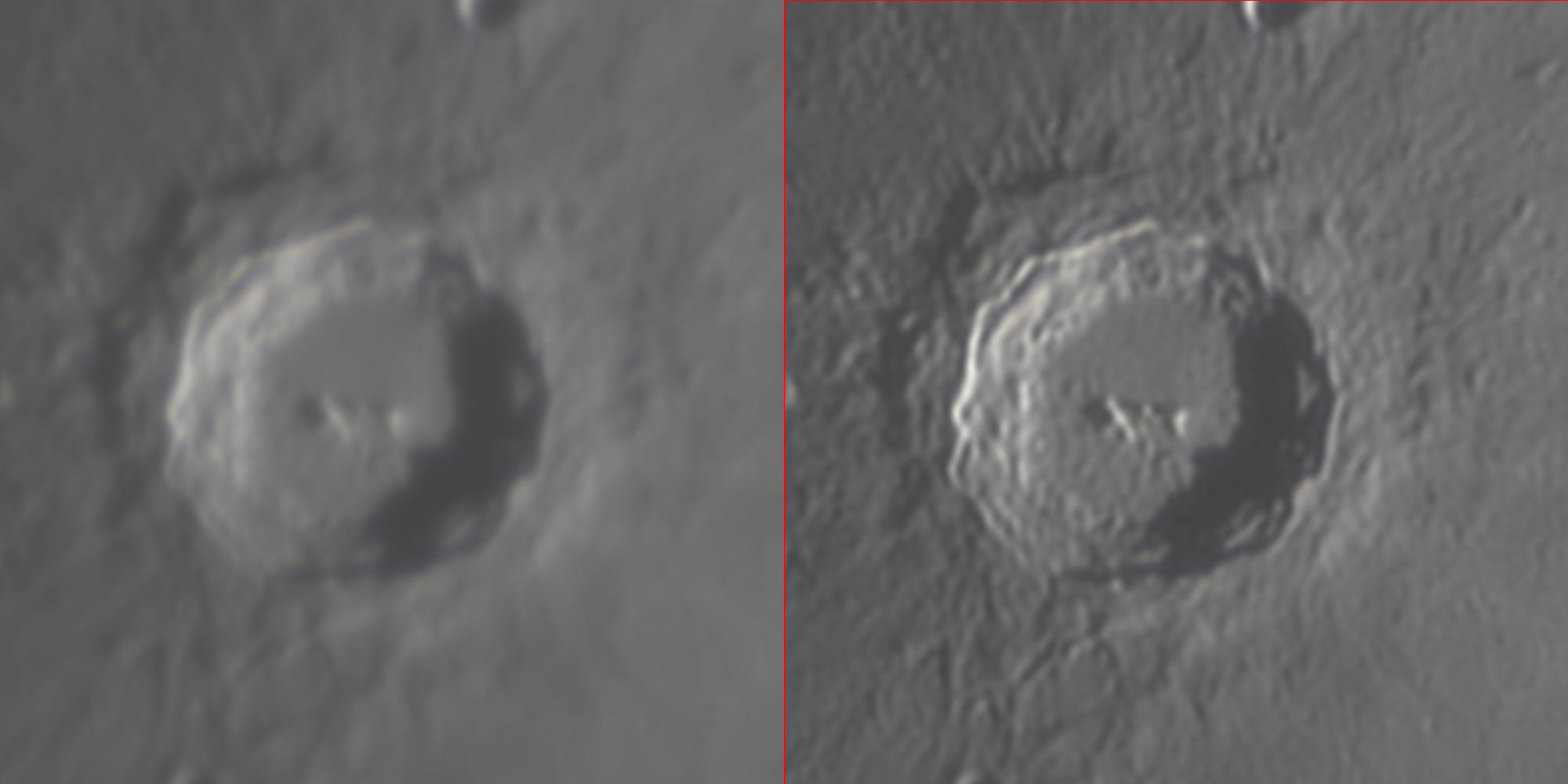
对哥白尼月坑之图像进行反卷积前后，使用的是Richardson–Lucy反卷积算法

反卷积（英語：deconvolution）又称反卷積、反摺積或反滤波（英語：inverse filter），在数学上是卷积的反函数。卷积和反卷积这两种运算都用于信号处理和图像处理。例如，用卷积进行滤波后用反卷积，也能以一定的精度恢复原始信号。由于记录信号或图像的测量误差，可以证明信噪比（SNR）越差，反转滤波器的效果就越差；因此，反转滤波器并不总是一个好的解决方案，因为误差会放大。反卷积为这一问题提供了解决方案。
反卷积需要大量的运算影像处理技巧，越来越多用在改善显微镜撷取数位信号的对比以及解析度上。有许多的演算法要改善或消除因为显微镜有限孔径造成的影像模楜问题，而反卷积就是以这些演算法为基础。
許多反卷积和时间序列的基础源自麻省理工学院教授诺伯特·维纳的著作Extrapolation, Interpolation, and Smoothing of Stationary Time Series（1949年）中。此书于第二次世界大战期间完成，以维纳所做的研究為基础，但当时被列为机密。天气预报和经济学是最早尝试应用这些理论的领域。

## 描述
反褶积的目标一般而言是找到满足以下方程的解{\displaystyle f}：
{\displaystyle f*g=h\,}
{\displaystyle h}是观测数据，{\displaystyle f}是希望恢复的信号。观测数据{\displaystyle h}通常是{\displaystyle f}和滤波器或失真函数{\displaystyle g}的褶积，即{\displaystyle h}是{\displaystyle f}的失真版本，且不易直接在时域识别。函数{\displaystyle g}代表观测系统或物理系统的脉冲响应。如果知道{\displaystyle g}或它的形式，那么就可以进行确定性（Deterministic）反褶积；反之，如果没有关于{\displaystyle g}的先验信息，我们就需要对其进行估计。估计的方法包括统计估计方法、对潜在系统建模（例如电路方程或扩散方程）等。
有几种去卷积技术，适用于不同测量误差和去卷积参数的选择。实际的观测过程更接近：
{\displaystyle (f*g)+\varepsilon =h\,}
其中{\displaystyle \varepsilon }是观测噪声。如果将含噪数据当作无噪处理，对{\displaystyle g}的统计估计将是不准确的，对{\displaystyle f}的估计同样不准确。信噪比越低，反褶积效果越差，这就是逆向滤波的效果通常不好的原因。如果对信号中的噪声分布有先验信息（例如知道信号中存在白噪声），对{\displaystyle f}的估计就可以通过维纳反褶积等方法提高。
在理想情况下（信噪比很高时），反褶积就是反滤波。原始反褶积可以在拉普拉斯域进行：计算观测数据{\displaystyle h}和系统响应函数{\displaystyle g}的傅里叶变换，得到{\displaystyle H}和{\displaystyle G}，其中{\displaystyle G}是传递函数。此时：
{\displaystyle F=H/G\,}
最后，对{\displaystyle F}进行逆傅里叶变换，就可以得到通过反褶积得到的对原始信号{\displaystyle f}的估计。需要注意的是，由于传递函数{\displaystyle G}在分母上，对系统建模产生的误差会被放大。

## 應用

### 地震分析
地震分析中的反褶积是通过压缩基本子波来提高地震数据垂向分辨率的处理过程。在理想情况下，反褶积不但能压缩子波长度而且能衰减多次波，最后在地震波上仅仅保留反射系数。形同地層反射面。這種地震数据處理方法是假設地下地層結構是一個反射系数的時間函數。當地震震源子波與反射系数褶积后，形成的反射波就是檢波器所接受的信號。反褶积就是從信號中，導出反射系数的時間函數。